# Eladi Silvestre Graells
|  | No s'ha de confondre amb Eladio Dieste. |

Eladi Silvestre Graells, conegut com a Eladio (Sabadell, 18 de novembre de 1940), fou un destacat futbolista català dels anys 60. Va ser internacional amb la selecció catalana i amb la selecció espanyola.

## Trajectòria
Jugava a la posició de defensa. Va pertànyer al CE Mercantil de Sabadell, UE Lleida abans de jugar al FC Barcelona entre 1962 i 1972, amb el qual marcà 14 gols i disputà 428 partits. Va arribar a ser capità de l'equip i formà una defensa mítica juntament amb Benítez i Gallego. Acabà la seva carrera a l'Hèrcules CF i al Nàstic de Tarragona.
Va ser internacional juvenil i absolut (en 10 ocasions) i disputà la Copa del Món d'Anglaterra 66, on jugà un partit contra Argentina. També jugà amb la selecció catalana de futbol.

## Palmarès
- Copa de les Ciutats en Fires (1): 1965-66
- Finalíssima de la Copa de les Ciutats en Fires (1): 1971
- Copa del Rei (3): 1963, 1968, 1971